# Вайденштеттен
Вайденштеттен (нім. Weidenstetten) — громада в Німеччині, знаходиться в землі Баден-Вюртемберг. Підпорядковується адміністративному округу Тюбінген. Входить до складу району Альб-Дунай.
Площа — 17,21 км2. Населення становить 1399 ос. (станом на 31 грудня 2020).